# Tanztherapie
Die Tanztherapie ist eine psychotherapeutische Disziplin aus dem Bereich der künstlerischen Therapien. Der frei improvisierte Tanz dient dem individuellen Ausdrücken, Verstehen und Verarbeiten von Gefühlen und Beziehungen.
Der Tanz, als jede Art von Bewegung mit kreativem Ausdruck und Kommunikation, ist der Kernbestandteil der Tanztherapie, die sich in den 1940er Jahren in den USA entwickelte. Marian Chace, Trudi Schoop, Lilian Espenak und Mary Whitehouse sind die wichtigsten Begründerinnen verschiedener tanztherapeutischer Richtungen.
Tanztherapie steigert nach Angaben der Anbieter Körper- und Selbstwahrnehmung, führt zu einer Erweiterung des Bewegungsrepertoires und fördert den authentischen Ausdruck durch die Integration des Unbewussten. Sie versteht sich als „die psychotherapeutische Verwendung von Tanz und Bewegung zur Integration von körperlichen, emotionalen und kognitiven Prozessen des Menschen.“ Die Grundannahmen der Tanztherapie berücksichtigen Einflüsse aus der Tiefenpsychologie und der humanistischen Psychologie.

## Die Geschichte der Tanztherapie
Der Beginn der Entwicklung der Tanztherapie lag in den 1920er Jahren in Deutschland. Eine Pionierrolle spielte dabei Rudolf von Laban (1879–1958).
Eine Schülerin von Labans war die deutsche Tänzerin Mary Wigman (Karoline Sofie Marie Wiegmann 1886–1973), die in ihrem Buch „Die Sprache des Tanzes“ den Ausdruckstanz und ihr Erleben als Tänzerin beschrieb und somit wichtige Impulse zur Entwicklung der Tanztherapie gab.
Weitere Schülerinnen von Rudolf von Laban und Mary Wigman waren Irmgard Bartenieff, Franziska Boas, Liljan Espenak, Mary Whitehouse und Gertrude Godwyn Bunzel. Als Emigrantinnen verfolgten sie in den USA die theoretischen und praktischen Gedanken ihrer Lehrer weiter und entwickelten daraus neue. Durch ihre Arbeit mit Behinderten und psychisch kranken Menschen entdeckten sie kontinuierlich neue therapeutische Möglichkeiten des Tanzes.
Die Bühnentänzerinnen Trudi Schoop und Marian Chace trugen ebenfalls zur Entwicklung der Tanztherapie bei. Sie erprobten ab etwa 1950 die positive Wirkung von Tanz bei psychisch schwer gestörten Menschen.
Heute werden Franziska Boas, Marian Chace, Liljan Espenak, Mary Whitehouse und Trudi Schoop als „die Mütter der Tanztherapie“ bezeichnet. Sie alle wuchsen in der Zeit des Ausdruckstanzes auf und hatten bereits viele Erfahrungen im Tanz als künstlerisches Ausdrucksmittel gemacht. Durch Erlebnisse in ihren Tanzstudios und Kontakten zu tiefenpsychologischen Therapeuten wurde die Tanztherapie von ihnen wiederentdeckt. Zunächst war aber keine von ihnen Klinikerin, Psychologin oder Psychotherapeutin.

### Die Pionierinnen der Tanztherapie
Franziska Boas versuchte schon 1941 zusammen mit einer Fachärztin für Kinderpsychiatrie in einer Klinik mit psychisch kranken Kindern im Alter von 12 Jahren tänzerisch zu arbeiten.
Liljan Espenak (1905–1988) hatte an der Hochschule für Leibeserziehung in Berlin studiert und ließ sich nach ihrer Ausbildung bei Mary Wigman am Alfred-Adler-Institut in Individualtherapie ausbilden. Sie versuchte für jeden ihrer Patienten und Schüler Bewegungsfreiheit zu erzielen, indem sie durch die bewusste Koordination von Körperteilen und rhythmischen Improvisationen Veränderungen im Lebensstil des Tanzenden anstrebte. Diesen Vorgang vollzog Liljan Espenak mit jedem Patienten einzeln als Vorbereitung für die Gruppentherapie. In der Gruppenarbeit wurden Rollenspiele gemacht, die den Patienten helfen sollten, zu lernen, mit verschiedenen Situationen klarzukommen. Außerdem wurden Dehn- und Kräftigungsübungen durchgeführt um einen größtmöglichen Bewegungsausdruck zu ermöglichen. Liljan Espenak nutzte Musik, um Emotionen zu unterstreichen oder hervorzulocken. Espenaks erste Patientengruppe bestand aus geistig behinderten Kindern. Später arbeitete sie auch mit neurotischen und psychosomatischen Menschen in Einzel- und Gruppentherapie. Sie hatte 1969 in New York den ersten Tanztherapiestudiengang gegründet.
Mary Whitehouse (1911–1979) entwickelte ihren Ansatz zur Tanztherapie aus ihrer tänzerischen Erziehung in Europa und Amerika und durch den Kontakt mit der Tiefenpsychologie Carl Gustav Jungs. Sie entwarf die Jungianische Tanztherapie, die heute in den USA weit verbreitet ist.
Trudi Schoop (1903–1999) war eine Bühnentänzerin und wanderte Anfang des Zweiten Weltkrieges aus der Schweiz nach Kalifornien aus. Dort begann sie ihre Tanztherapie für chronisch psychotische Menschen zu entwickeln.
Marian Chace (1896–1970) war die bekannteste und bisher einflussreichste Pionierin der Tanztherapie. Sie bezeichnete sich selbst nie als Psychotherapeutin, aber ihre Arbeit mit den Patienten kam der Psychoanalyse doch sehr nahe. Marian Chace legte großen Wert darauf, dass ihre Patienten lernten, ihren Gefühlen Ausdruck zu verleihen, um sie besser zu verarbeiten. Es gelang ihr, deren Bewegungen aufzugreifen und widerzuspiegeln, wodurch sie sich ihren Gefühlen leichter bewusst wurden. Heute ist Bewegungsspiegeln eine der Hauptmethoden der Tanztherapie. Marian Chace war der Meinung, dass Tanztraining in vielen Tanzformen für Tanztherapeuten wichtig sei, aber durch akademisches Wissen abgesichert werden müsse. Sie war die treibende Kraft, die 1965/66 maßgeblich zur Gründung der American Dance Therapy Association beitrug.
Der ersten Generation der „Mütter der Tanztherapie“ folgte die zweite Generation, die „Töchter“. Die „Töchter“ waren Frauen mit Tanzausbildung und zum Teil auch mit Bühnenerfahrung, die sich in der theoretischen Begründung der Tanztherapie an psychotherapeutischen Konzepten orientierten. Sie ließen ihren Tanzausbildungen psychotherapeutische Ausbildungen folgen. Repräsentativ für die Arbeit dieser Generation sind die Beiträge von Erma Dosamantes-Alperson, Penny Lewis-Bernstein und Elaine von Siegel.

### Der Stand der Tanztherapie heute

#### Akademisierung
In den USA wurde Anfang der 1980er Jahre das 2-jährige Studium für einen Master-Abschluss in Tanztherapie mit vorgegebenen Standards etabliert. Andere Formen der Ausbildung wurden dann vom ADTA nicht mehr anerkannt. Damit war der Prozess der Akademisierung in den USA abgeschlossen.
In Europa zeigt sich ein uneinheitliches Bild: In einigen Ländern (England, Spanien, Niederlande) sind die Ausbildungen ebenfalls an den Universitäten etabliert. In der überwiegenden Zahl der europäischen Staaten werden Tanztherapeuten an privaten Instituten ausgebildet.
Auch in Deutschland hat sich seit den 1970er Jahren ein differenziertes Angebot an privaten Ausbildungen etabliert. Der Prozess der Akademisierung wurde von S.C. Koch eingeleitet, auf deren Initiative im Jahr 2012 der Studiengang Tanz- und Bewegungstherapie (M.A.) an der SRH Hochschule Heidelberg entstand. Diese Entwicklung stellt einen bedeutenden Schritt hin zur dringend benötigten Evidenzbasierung der Tanztherapie dar.

#### Berufsverband und Ausbildungsstandards in Deutschland
In Deutschland wurde 1995 der Berufsverband der TanztherapeutInnen Deutschlands (btd) gegründet, der Standards für die vierjährige berufsbegleitende Ausbildung zur Tanztherapeutin vorgibt. Pionierinnen der Tanztherapie in Deutschland wie Susanne Bender, Marianne Eberhard-Kaechele, Petra Klein, Sabine Trautmann-Voigt und Elke Willke hatten in jahrelanger Vorbereitung die Grundlagen für die Standards entwickelt. Diese Standards garantieren eine fundierte Ausbildung, so dass die Absolventen einen sicheren Umgang mit den psychotherapeutischen Interventionen der Tanztherapie erlangen. Ausbildungsinstitute müssen für die Anerkennung durch den Berufsverband die Ausbildungsstandards erfüllen, vertreten aber durchaus unterschiedliche theoretische Ausrichtungen (psychoanalytische, systemische, Gestalt-Grundlagen), die Schwerpunkte erlauben, ohne die grundsätzlichen Kenntnisse und Fertigkeiten zu vernachlässigen. Das Niveau der Standards orientiert sich an anderen psychotherapeutischen Ausbildungen und den entsprechenden nationalen und internationalen Entwicklungen.
Da der Begriff „Tanztherapie“ als Berufsbezeichnung nicht geschützt ist, werden auch Fortbildungen von kürzerer Dauer angeboten, die nicht nur unzureichend qualifizieren, sondern häufig auch in ihren Methoden nicht dem international gängigen Verständnis der Tanztherapie entsprechen.
Derzeit wird an der Etablierung eines europäischen Tanztherapieverbandes gearbeitet, der die berufspolitischen Interessen innerhalb Europas vertreten kann.

## Theorie
Tanztherapie nutzt Tanz und Bewegung in psychotherapeutischer Weise zur Integration körperlicher, emotionaler und kognitiver Prozesse sowie als Medium zur Persönlichkeitserweiterung des Menschen.
Sie ist zum einen eine Form der künstlerischen Therapie, zum anderen eine Form der Körperpsychotherapie mit einem besonderen Fokus auf der Symbolik der Bewegung.
Seit den 1980er Jahren im Gesundheitswesen etabliert, integriert sie Erkenntnisse aus Psychologie, Psychotherapieforschung (z. B. Psychotraumatologie, nonverbaler Kommunikationsforschung, Kreativitätsforschung und den Körperpsychotherapien). Seit den 90er Jahren werden zunehmend evidenzbasierte Studien durchgeführt (Koch & Bräuninger, 2006).
Ziele der Tanztherapie sind:
- Integration vorsprachlicher Erlebnisse durch Einbeziehung der Körpersprache und des Körpergedächtnisses
- Förderung der Körperwahrnehmung
- Entwicklung eines realistischen Körperbildes
- Förderung des persönlichen Bewegungsausdrucks und authentischer Bewegung
- Förderung der Eigen- und Fremdwahrnehmung
- Bearbeitung emotionaler Erlebnisinhalte
- Bearbeitung intra-/interpsychischer Konflikte
- Erwerb neuer Möglichkeiten von Beziehungsgestaltung / Handlungskompetenzen
- sprachliche Aufarbeitung und Reflexion des Bewegungsgeschehens
- Bewusstwerdung und Integration des Erlebten.

Als Einzel- bzw. Gruppentherapie findet sie durch ihre Methodenvielfalt bei allen Altersgruppen Anwendung.
Ausdrucks-, Anpassungs- und Kommunikationsverhalten sind in Muskelspannung, Atmung, Rhythmus, Form, Haltung und Bewegungsdynamik beobachtbar und durch tanztherapeutische Interventionen beeinflussbar. (Infoblatt Berufsverband der TanztherapeutInnen Deutschlands e. V., Koch & Bräuninger,04/2008)

## Die Anwendungsbereiche der Tanztherapie
Die Einsatzbereiche der Tanztherapie sind vielfältig.
Im Folgenden seien die wichtigsten genannt:
Psychiatrie, Tageskliniken, psychosomatische Einrichtungen, Psychotherapie, sonderpädagogische Einrichtungen, ambulante Praxen für Tanztherapie (nach HeilprG, z. B. neurotische und psychosomatische Klienten), Onkologie, Neurologie, Geriatrie, Kinder, Palliativmedizin, Rehabilitation, Suchteinrichtungen, Krisenintervention bei Klienten mit starken körperlichen Veränderungen (z. B. nach Unfällen, Krebserkrankungen etc.), Prävention-, Paar- und Familientherapie, Beratungsstellen.

## Die Diagnose
Mit der Bewegungsanalyse versucht der Therapeut durch Körperhaltung, Gesten, Mimik, Rhythmus, Tempo, Beziehung zum Raum und Atemmuster des Patienten mehr über dessen Probleme zu erfahren.
Um mehr über diese einzelnen Themenbereiche zu erfahren, arbeiten die Therapeuten vor allem zu Beginn der Therapie mit speziell für den betreffenden Bereich geeigneten Diagnosetests.

## Die Methoden der Tanztherapie
Weit verbreitete Instrumente der Tanztherapie sind die Laban-Bewegungsanalyse (LMA), das Movement Psychodiagnostic Inventory (MPI) und das Kestenberg-Bewegungsprofil (KMP) sowie deren Weiterentwicklung zum phänomenologischen Bewegungsbeobachtungsinstrumentarium RES (rhythmisch-energetische Struktur sichtbarer und unsichtbarer Bewegung), die sowohl für Assessment und Diagnostik als auch für Interventionen und Therapieevaluation eingesetzt werden.
Methodische Hauptelemente der Tanztherapie sind die Tanztechnik, Nachahmung, Improvisation und die Gestaltung. Diese Bereiche bauen aufeinander auf und ergänzen sich: Durch die Arbeit mit der Tanztechnik wird ein gewisses Repertoire an Bewegung gelernt, das für die Improvisation nötig ist. In der Gestaltung werden Elemente aus den beiden Bereichen miteinander verbunden.

### Die Tanztechnik
In der Tanztherapie werden nicht, wie oft missverständlich angenommen, nur bestimmte Tanzstile getanzt. Einfache Bewegungen wie Gesten, kleine Bewegungsspiele und einfache Drehungen gehören ebenso zur Tanztherapie wie die verbale Verarbeitung des Erlebten. Festgelegte Bewegungsmuster helfen Hemmungen zu überwinden: Die meisten Menschen haben Angst, beim Tanzen nicht dem Schönheits- und Bewegungsideal zu entsprechen. In dieser Situation kann die Tanztechnik durch ihre eindeutige Struktur Klarheit und Halt schaffen, was Unsicherheiten vermindert.
Das Ziel der Tanztechnik ist es, die Bewegungen mit innerer Beteiligung nachzuvollziehen, die eigenen körperlichen Empfindungen besser wahrzunehmen, das Bewegungsrepertoire zu erweitern und auf die Verbindung von Stimmung und Bewegung aufmerksam zu werden.
Die Wahl des Tanzstils wird vorrangig von der Stimmung und Gesamtsituation des Patienten abhängig gemacht, da verschiedene Tanzstile unterschiedliche Stimmungen hervorrufen.

### Die Nachahmung
Imitation der Bewegungsform anderer Menschen führt zur eigenen Bewegungsform und damit zur Persönlichkeitsentwicklung. Der Gedanke, durch das Tanzen von Gefühlen, Zuständen und Rollen eines anderen sich selbst näher zu kommen erscheint zunächst merkwürdig, aber durch die Imitation von anderen und den Vergleich zu anderen oder auch durch die Ablehnung und den Widerstand gegen eine andere Person erhalten wir Information und Rückmeldung über uns selbst. Deswegen kann es oft therapeutisch sinnvoll sein, den Patienten aufzufordern bestimmte Bewegungen nachzuahmen. Auch bei der Nachahmung ist es aber sehr wichtig, dass sich die Bewegung nicht nur auf das Physische konzentriert und die Psyche miteinbezogen wird.
In Fällen, in denen die Therapeutin spürt, dass der Patient ein bestimmtes tiefgehendes Gefühl hat, es aber nicht ausdrücken kann oder nicht weiß, wie er damit umgehen soll, kann die Therapeutin auf die Nachahmung zurückgreifen. Sie kann ihm eine bestimmte, auf seine Gefühle abgestimmte Bewegung zeigen und ihm damit helfen sich auszudrücken.

### Die Improvisation
Charakteristisch für die Improvisation ist es, das Unvorhergesehene, Nichtvorgeplante geschehen zu lassen. Sie dient dazu, die Bewegung unkontrolliert aus Impulsen heraus entstehen zu lassen, das entstehen zu lassen, was entstehen will und sich ganz dem Ausdruck der Bewegung hinzugeben. In der Improvisation existieren formale Bewegungsvorgaben nicht, sie ist eine beliebige Kombination und Anordnung von Körper, Raum, Zeit, Kraft und Rhythmus. In der Improvisation gibt es keine Leistung im Sinne einer Erfüllung bestimmter Standards, der Tänzer kann dadurch seinem Empfinden, Erleben und Begreifen in der Bewegung Ausdruck geben (→ siehe auch Contact Improvisation).
Der Anfang der Improvisation in der Therapie ist für den Klienten meist schwierig und erschreckend. Er fühlt sich durch seine plötzliche Freiheit im Handeln und Bewegen unsicher und weiß nicht, was er tun soll. Im Moment der Improvisation sind alle von außen kommenden Zwänge, Schranken und Verhaltensvorgaben aufgehoben und trotzdem fühlt sich der Patient zunächst nicht „frei“. Dieses Erleben bringt oft schon die erste Einsicht mit sich, nämlich die, dass wir uns die Beschränkungen und Grenzen im Alltag häufig selbst setzen.
Eine weitere Schwierigkeit der Improvisation ist das Abschalten der Selbstkontrolle, also auch des Intellekts. Nur dadurch kann ein Zugang zum Unbewussten geschaffen werden und das ist nötig, um vergessene, unterdrückte, verdrängte Gefühle, Szenen, Erinnerungen und emotionale Bewegungen wieder an die Oberfläche zu holen, um sie zu „verkörpern“. Je länger der Intellekt ausgeschaltet werden kann, umso eher kann Vergessenes und Verborgenes aufsteigen. Manchmal kommt es dann zu Gefühls- und Bewegungsausbrüchen im Sinne einer Katharsis.
Die Arbeit mit dem Unbewussten in der Improvisation ist für Patienten angemessen, die im Alltag zwar gut funktionieren, aber dennoch von Gefühlen der Leere und Sinnlosigkeit beherrscht werden. Mit psychotischen Menschen wird nicht am Unbewussten gearbeitet, sondern sehr bestimmt in der äußeren, realen Welt, um eine klare und stabile Ich-Struktur aufzubauen.

### Die Gestaltung
Die Gestaltung kann als eine Kombination von Tanztechnik und Improvisation angesehen werden.
In der Tanztechnik wird versucht, über eine bestimmte Bewegung Zugang zum entsprechenden Gefühl zu finden, während man in der Improvisation Gefühle und Stimmung durch unkontrollierte Bewegungen und Impulse zum Ausdruck bringt. Die Gestaltung soll einen Ausgleich zwischen den beiden Extremen schaffen. Die in der Tanztechnik erlernte Kontrolle der eigenen Bewegung und das Ausdrücken der eigenen Gefühle, wie in der Improvisation, werden verbunden.
Bei der Gestaltung drückt der Patient Gefühle, Stimmungen und Emotionen durch beherrschte, kontrollierte Bewegungen aus, die er im Rhythmus zu einer passenden Musik durchführt. Er behält dabei die Entscheidungsfreiheit, welches Gefühl er zum Ausdruck bringen will. Er wählt aus, kontrolliert und verändert. Dadurch entsteht die für den Patienten notwendige Distanzierung, er hat nicht das Gefühl, seinem Innenleben hilflos ausgesetzt zu sein und sich darin zu verlieren, wie es bei der Improvisation der Fall ist. Dadurch bekommt er eine Möglichkeit, sich jederzeit im Tanz auszudrücken.

## Die psychoanalytische Tanz- und Bewegungstherapie
In den 60er und 70er Jahren integrierten besonders Elaine von Siegel und Zoe Avstreih psychoanalytische Konzepte in ihre Arbeit.
Elaine von Siegel hat für ihre Arbeit folgende Leitlinien entwickelt:
1. Die Wiederaufnahme einer harmonischen Leib-Seele-Einheit muss durch sorgfältige Bewegungsarbeit erfolgen, die neben den motorischen Fähigkeiten den Aufbau eines adäquaten Körperbilds fördert.
2. Katharsis wird als ein Weg zur Erinnerung an dramatische Ereignisse erkannt.
3. Die durch eigene Tätigkeit und Selbstbeobachtung gewonnene Ansicht muss auch verbal durchgearbeitet werden.
4. Von den Patienten bevorzugte Bewegungsmuster werden als Ausgangspunkt speziell choreografierter Tänze und Bewegungen benutzt.
5. Selbstständigkeit wird durch Improvisation gefördert
6. Muskuläre Hemmungen und Verkrampfungen werden als unbewusster Versuch angesehen, Aggressionen auszudrücken und gleichzeitig zu unterdrücken.

Durch die Entwicklung der psychoanalytischen Tanz- und Bewegungstherapie wurden zwei Therapieformen miteinander verbunden, die ihre Grundlagen in gänzlich unterschiedlichen Medien haben: Einmal die Psychoanalyse mit ihrem sprachlichen Ausdruck als Medium und zum anderen die Tanztherapie mit ihrem Ausdruck durch Bewegung. Dabei werden auch verschiedene Entwicklungsmodelle der Ich-Psychologie und der Laban’schen Bewegungskategorie in theoretische Annahmen der psychoanalytischen Tanz- und Bewegungstherapie eingebunden, und bei Tanztherapie in der Gruppe auch Aspekte der Gruppentherapie.

## Wissenschaftliche Studien zur Tanztherapie
Die Wirksamkeit von Tanztherapie wurde bereits bei unterschiedlichen Störungsbildern, wie z. B. Schizophrenie, Onkologie (Mammakarzinom), Schmerz, Depression, Demenz, Posttraumatische Belastungsstörung und Essstörungen erforscht. Marion Spors konnte in ihrer Göttinger Dissertation (bei Arnd Krüger) zeigen, dass es mit Hilfe der Tanztherapie möglich war, die Ursachen von Essstörungen zu ergründen und z. B. Missbrauch im familiären Umfeld aufzuzeigen, da es einfacher ist, Gefühle und Erfahrungen durch Bewegung auszudrücken als zu verbalisieren Bräuninger konnte in einer randomisierten Kontrollstudie nachweisen, dass durch Tanztherapie in der ambulanten Versorgung die Verbesserung der Lebensqualität und Stressbewältigung erreicht werden kann. Lier-Schehl erkannte mit der Analyse des Kestenberg Movement Profiles die Bewegungsmuster bei Beziehungsstörungen postpartal erkrankter Frauen und ihrer Säuglinge in einer stationären psychiatrischen Mutter-Kind-Station. Im Bereich der Onkologie konnte eine Studie deutliche Verbesserungen in den Bereichen Lebensqualität, Krankheitsverarbeitung und Selbstwert feststellen. Zur Wirksamkeit von Tanztherapien bei Depression liegen noch zu wenige aussagekräftige Studien vor. Immer mehr Tanztherapeuten liefern durch Promotionsarbeiten Beiträge zur wissenschaftlichen Unterstützung der Tanztherapie. Seit den 1990er Jahren werden zunehmend evidenzbasierte Studien durchgeführt.

## Rechtlicher Status der Tanztherapie
Nach dem Psychotherapeutengesetz darf Psychotherapie als Krankheitsbehandlung nur von Ärzten mit Psychotherapie-Weiterbildung (inklusive Fachärzte für Psychosomatische Medizin und Psychotherapie), Psychologischen Psychotherapeuten oder Kinder- und Jugendlichenpsychotherapeuten mit den gesetzlichen Krankenkassen abgerechnet werden. Tanztherapie ist jedoch nicht abrechnungsfähig, da die Tanztherapie derzeit kein in den Psychotherapie-Richtlinien anerkanntes Verfahren ist. Approbierte Psychotherapeuten (Verhaltenstherapeuten, Tiefenpsychologen, Analytiker oder Gesprächspsychotherapeuten) mit entsprechender Ausbildung in Tanztherapie arbeiten jedoch manchmal mit Elementen der Tanztherapie. Personen mit Berechtigung zur Psychotherapie nach dem Heilpraktikergesetz (HPG, „Kleiner Heilpraktikerschein“) können Tanztherapie als Therapiemethode anbieten, der Klient muss in der Regel allerdings privat zahlen. Nach dem geltenden Psychotherapeutengesetz dürfen sich diese Heilpraktiker jedoch nicht „Psychotherapeut/in“ nennen.
Derzeit sind in Deutschland weder die Zulassung zur Ausbildung (Voraussetzungen) noch die Ausbildung (Inhalte), Abschlussverfahren (Prüfungen) oder die Zulassung zur Ausübung der Tätigkeiten in der Tanztherapie gesetzlich geregelt.
Die Ausbildung zum Tanztherapeuten findet vorwiegend in privatrechtlichen Aus- und Weiterbildungen statt. Seit 2012 existiert an der SRH Hochschule Heidelberg ein Masterstudiengang Tanztherapie unter der Leitung von Sabine Koch. Diejenigen privaten Aus- und Weiterbildungsträger, die vom BTD anerkannt sind, erfüllen Standards für die Zulassung und Inhalte der Ausbildung, die mit anderen Ausbildungen der Künstlerischen Therapien, Körperpsychotherapien und anderer psychotherapeutischer Verfahren vergleichbar sind.

## Fachzeitschriften
- Musik-, Tanz- und Kunsttherapie. Zeitschrift für künstlerische Therapien im Bildungs-, Sozial- und Gesundheitswesen. Hogrefe, Göttingen 1988 ff.
- Zeitschrift für Tanztherapie. Claus Richter Verlag, Köln 1994 ff.